# Lista de clássicos de futebol do Espírito Santo
Estão abaixo relacionados os principais Clássicos de Futebol do Espírito Santo.

## Vi x Rio
O Vi-Rio é clássico mais antigo do Espírito Santo, entre Vitória Futebol Clube e Rio Branco Atlético Clube. Atualmente em Vitória ex-jogadores dos dois clubes se reúnem constantemente, com o apoio da mídia local para jogar o Vi-Rio da Saudade, fazendo os amantes do futebol capixaba lembrar dos bons tempos do clássico mais charmoso do estado. Atualmente o clássico voltou à mídia, pois a decisão de um título não acontecia entre as duas equipes há mais de 37 anos.

## Rio Branco x Desportiva
Desportiva Ferroviária e Rio Branco-ES  fazem "O Clássico Capixaba". Ambos detém o maior número de títulos estaduais do Espírito Santo. O Rio Branco foi fundado em 21 de Junho de 1913 por um grupo de rapazes entusiastas do futebol, esporte que se firmava no gosto popular. Na escolha do primeiro nome, uma homenagem aos próprios jovens que o idealizaram: Juventude e Vigor. Menos de um ano depois o Juventude e Vigor cederia lugar em sua denominação ao Rio Branco Futebol Clube, que ganhava a simpatia dos capixabas, e já formava equipes fortes e vencedoras. O novo nome surgia de uma homenagem, que os fundadores decidiram prestar à figura exponencial do Chanceler José Maria da Silva Paranhos, o Barão de Rio Branco, então em grande evidência na política nacional. Já a Desportiva nasceu Associação Desportiva Ferroviária Vale do Rio Doce, em 17 de junho de 1963, como resultado da fusão de Vale do Rio Doce, Ferroviário, Cauê, Guarany, Valeriodoce e Cruzeiro, todos formados por ferroviários da Companhia Vale do Rio Doce. Durante muitos anos, a Desportiva foi o primo-rico do futebol capixaba, pois além do patrimônio doado, a Vale do Rio Doce ainda pagava todas as despesas do estádio e descontava na folha de pagamento de milhares de ferroviários as mensalidades para o clube.Como resultado, a Desportiva passou a ser um páreo duro para o antigo papa-títulos capixaba, o Rio Branco, e conquistou a maioria dos campeonatos disputados nas últimas quatro décadas no Espírito Santo, ao contrário do seu maior rival, que foi definhando a cada ano. Hoje, Desportiva e Rio Branco, lutam contra os times do interior capixaba que passaram a ter um destaque maior conquistando títulos.

## Desportiva x Vitória
Desportiva Ferroviária e Vitória Futebol Clube fazem um dos clássicos capixabas de maior emoção, pois tem duas torcidas apaixonadas.os encontros sempre foram muito equilibrados,durante anos o empate era o resultado mais comum.As equipes já sem enfrentaram até pela série A do Campeonato Brasileiro.

## Estrela do Norte x Cachoeiro
O maior clássico da região sul do Espírito Santo. A rivalidade é tanta que ambos os times foram fundados no mesmo ano. O Cachoeiro Futebol Clube no dia 9 de janeiro de 1916, já o Estrela do Norte Futebol Clube no dia 16 de janeiro de 1916. Times da mesma cidade, Cachoeiro de Itapemirim, o Estrela do Norte tem a maior torcida, cerca de 90%.

## São Mateus x Linhares
O Clássico do Norte é o nome dado ao clássico entre os clubes das cidades da região norte capixaba, São Mateus e Linhares. 
A rivalidade é cultiva desde a época do Industrial e o América, ambos de Linhares, e São Mateus e Matheense, da cidade de São Mateus. Como resultado de uma tentativa de fusão dos dois times de Linhares, América e Industrial, foi criado em 1991 o Linhares Esporte Clube que travou grandes duelos com o São Mateus.
Em 1997 o Linhares EC sagrou-se campeão ao superar o São Mateus na final do Campeonato Capixaba com uma vitória de 2 a 1 no Estádio Sernamby em São Mateus e depois um empate de 1 a 1 no Estádio Guilhermão em Linhares. Em 1998, novamente o Linhares EC derrotou o São Mateus na final do Campeonato Capixaba.
Porém tal rivalidade foi abalada no início da primeira década do século XXI, com a falência do Linhares EC e posteriormente resgatada com a criação do Linhares Futebol Clube em 2001. Em 2011 o São Mateus conquista o Campeonato Capixaba após dois jogos realizados no Estádio Justiniano de Mello e Silva em Colatina contra o Linhares FC.

## Outros clássicos

### Colatina
- Atlético Colatinense vs. Colatina
- CTE vs. Atlético Colatinense
- Colatina vs. CTE

### Serra
- Serra vs. Grêmio Laranjeiras
- Serra vs. Porto Vitória
- Porto Vitória vs. Grêmio Laranjeiras

### Vila Velha
- Tupy vs. Vilavelhense

### Intermunicipais
- Cachoeiro de Itapemirim/Castelo: Estrela do Norte vs. Castelo (Clássico Sulino)
- Cachoeiro de Itapemirim/Itapemirim: Estrela do Norte vs. Atlético Itapemirim

### Metropolitanos
- Cariacica/Serra: Desportiva Ferroviária x Serra
- Vitória/Serra: Rio Branco-ES x Serra
- Vitória/Serra: Vitória-ES x Serra